# Diane d’Andouins

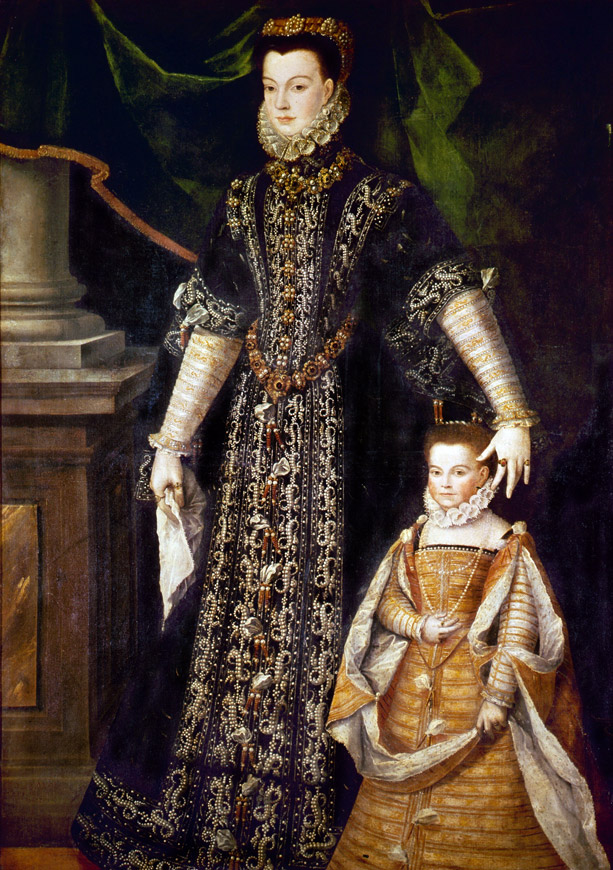
Porträt Diane d’Andouins’ und ihrer Tochter, das Sofonisba Anguissola zugeschrieben wird

Diane d’Andouins oder Diane d’Andoins (* 1554 auf Schloss Hagetmau in der Gascogne; † 1620 auf Schloss Hagetmau), oft auch La belle Corisande (deutsch: Die schöne Corisande) genannt, war Gräfin von Guiche und von 1583 bis etwa 1590 Mätresse des französischen Königs Heinrich IV.
Die gebildete Frau aus altem Gascogner Adel wusste Heinrich IV. durch ihren Esprit und Intellekt acht Jahre lang an sich zu binden. Während dieser Zeit war sie nicht nur seine einflussreiche Geliebte, sondern auch Ratgeberin und politische Verbündete. Ihren Beinamen Corisande gab sich Diane selbst und entlieh ihn von der Heldin aus dem chevaleresken Roman Amadis de Gaula.
Selbst nachdem Heinrich IV. das Verhältnis zu Diane offiziell zugunsten seiner neuen Mätresse Gabrielle d’Estrées beendet hatte, blieben die beiden weiterhin freundschaftlich verbunden.

## Leben

### Kindheit und Jugend
Diane d’Andouins wurde 1554 als älteste Tochter Paul d’Andouins’, Graf von Louvigny und Seneschall des Béarns, und dessen erster Frau Anne-Marguerite de Cauna auf dem elterlichen Schloss in Hagetmau 26 Kilometer südlich von Mont-de-Marsan geboren. Über ihre Eltern war sie sowohl mit den Grafen von Foix als auch mit der Familie von Poitiers verwandt und gehörte damit dem hohen Adel des Königreichs Navarra an.
Bereits mit acht Jahren war sie Vollwaise und wuchs unter der Obhut Jeanne d’Albrets am navarresischen Königshof in Pau auf. Als Alleinerbin einer der ältesten Adelsfamilien des Béarns und der Gascogne hatte sie eine große Mitgift zu erwarten und war dementsprechend eine begehrte Heiratskandidatin. Schon im Alter von zwölf Jahren wurde die hugenottisch erzogene Diane für volljährig erklärt, um am 16. August 1567 in einer feierlichen Zeremonie auf Schloss Pau mit Philibert de Gramont (1552–1580) aus dem katholischen Haus der Grafen von Guiche verlobt zu werden. Für die Hochzeit, die 15 Monate später, am 21. November 1568, auf Schloss Bidache stattfand, konvertierte sie zum Katholizismus. Kurz nach der Heirat verzichtete Philiberts Vater Antoine I. de Gramont zugunsten seines Sohnes auf den Grafentitel und machte Diane damit zur Gräfin von Guiche.

### Gräfin von Guiche
Aus der Ehe mit Philibert gingen zwei Kinder hervor:
- Antoine II. de Gramont, (* etwa 1572–1644) 1. Herzog von Gramont, ⚭ 1.) 1. September 1601 Louise de Roquelaure, 2.) 17. März 1618 Claude de Montmorency-Bouteville
- Catherine Charlotte (1573–1627), ⚭ 1591 François Nompar de Caumont, Graf von Lauzun

Geschichtsschreiber des 17. und 18. Jahrhunderts vertraten oft die Meinung, Dianes Sohn Antoine sei ein uneheliches Kind Heinrichs IV. gewesen. Sie kolportierten damit eine Behauptung aus dem 1620 erstmals erschienenen Roman Roman royal ou Aventures de la Cour, den Louise-Marguerite de Lorraine unter einem Pseudonym veröffentlicht hatte, der jedoch keineswegs historische Korrektheit beanspruchte. In dieser später auch unter dem Titel Les amours du grand Alcandre bekannten Publikation über die Liebesaffären Heinrichs IV. bietet der König Diane an, den gemeinsamen Sohn Antoine zu legitimieren. Heutige Historiker beurteilen dies jedoch als vollkommen unglaubwürdig und als eine schriftstellerische Freiheit, die sich die Autorin nahm.
Philibert de Gramont starb an einer Wunde, die er sich am 2. August 1580 während der Belagerung von La Fère zuzog, und machte Diane im Alter von 26 Jahren zur Witwe. In seinem Testament vom 7. August hatte ihr Mann sie zum Vormund ihrer beiden noch unmündigen Kinder bestimmt, so dass Diane in den Folgejahren die ausgedehnten Ländereien ihrer Familie allein verwaltete und somit die Grafschaft Guiche regierte.

### Mätresse Heinrichs IV.
Diane unterhielt zeit ihres Lebens ein sehr enges Verhältnis zum Königshof in Pau, an dem sie ihre Kindheit verbracht hatte. Eine sehr enge Freundschaft verband sie mit Catherine de Bourbon, der Schwester Heinrichs IV., und Diane hielt sich oft auf Schloss Pau auf, um ihre Freundin zu besuchen. Dort traf sie Heinrich IV. im Frühjahr 1582 zum ersten Mal, nachdem er König von Navarra geworden war.
Durch ihre umfassende Ausbildung am Königshof war Diane sehr gebildet und belesen. Sie interessierte sich für die Poesie und war mit Michel de Montaigne befreundet, der ihr zu Ehren 29 Sonette von Étienne de La Boétie in seine Essais aufnahm. Zeitgenossen bescheinigten ihr zudem einen wachen Verstand und einen außergewöhnlichen Esprit. Aufgrund dieser Charaktereigenschaften verliebte sich Heinrich von Navarra in die junge Witwe. Das Liebesverhältnis der beiden ist ab Januar 1583 nachgewiesen. Zu jenem Zeitpunkt hielt sich Heinrich das erste Mal länger auf Schloss Hagetmau auf. Für das Jahr 1583 sind zahlreiche weitere Aufenthalte des navarresischen Königs in Hagetmau verbürgt. Später wählte er Schloss Pau als Domizil für sich und seine Mätresse, während seine Frau Margarete von Valois im Schloss von Nérac blieb.
Diane reihte sich damit offiziell in die Liste der Mätressen der Könige von Frankreich ein, jedoch unterschied sich ihr Verhältnis entscheidend von den zahlreichen anderen Affären, die Heinrich im Laufe seines Lebens hatte. Zum ersten dauerte es mit mehr als acht Jahren weit länger als die meisten anderen Liebschaften Heinrichs, zum anderen reichte die Stellung der fast gleichaltrigen Diane weit über die einer einfachen Geliebten hinaus. Sie war zugleich Vertraute und Beraterin, gebildete Freundin und Unterstützerin des Königs. Sie hatte derart großen Einfluss auf Heinrich, dass Théodore Agrippa d’Aubigné in seinem Pamphlet Confession catholique du sieur de Sancy schrieb, sie könne „diesen Prinzen drehen und wenden, wie sie wolle“ (französisch: „[…] tourne et remuë ce Prince comme elle veut […]“).
Das Paar unterhielt während seiner Liaison einen regen Briefkontakt. Die Schreiben Heinrichs an seine Mätresse zeigen deutlich, wie groß sein Vertrauen in Diane war und dass er sie und ihren Rat bei Entscheidungen stark einbezog. Diane wiederum – obwohl selbst katholisch – unterstützte während der Hugenottenkriege seinen Kampf gegen die Katholische Liga nicht nur mit guten Worten und Ratschlägen, sondern auch mit großen Geldsummen und Truppen, die sie in ihren Besitzungen rekrutierte.
Zahlreiche Briefe der beiden sind heute noch erhalten. 37 von ihnen wurden 1765 und 1766 im Mercure de France veröffentlicht. Gemeinsam mit weiteren bis 1843 bekannt gewordenen Schreiben Heinrichs erfuhren sie unter dem Namen Recueil des Lettres missives de Henri IV von Jules Berger de Xivrey eine Neuauflage. Durch sie ist das Verhältnis der beiden über die Jahre sehr gut dokumentiert; vom ersten erhaltenen Brief aus dem Jahr 1585 bis zu Schreiben aus den 1590er Jahren.
Nachdem die Ehe des französischen Königs Heinrich III. kinderlos geblieben und mit François-Hercule de Valois-Angoulême 1584 der letzte potentielle Thronerbe aus dem Haus Valois verstorben war, avancierte Heinrich von Navarra offiziell zum französischen Thronfolger und trug sich etwa um das Jahr 1586 mit Heiratsgedanken. Er wollte Diane – wie viele seiner anderen Mätressen – ehelichen. Das in der älteren Geschichtsschreibung oft erwähnte schriftliche Heiratsversprechen, das er mit seinem eigenen Blut geschrieben haben soll, ist jedoch einmal mehr eine Erfindung aus dem bereits erwähnten Roman Louise-Marguerites de Lorraine. Der König bat seinen engen Vertrauten Théodore Agrippa d’Aubigné um dessen Meinung zu den Eheplänen. Der riet davon ab, und Heinrich versprach daraufhin, sein Vorhaben vorläufig ruhen zu lassen. Aufgrund d’Aubignés Intervention wurde Diane für den Rest ihres Lebens dessen erbitterte Feindin.
Ab 1587 änderte sich das Verhältnis zwischen Heinrich und Diane allmählich. Obwohl der König ihr in seinen Briefen nach wie vor noch seine große Liebe schwor und seine Treue beteuerte, hinderte ihn dies nicht daran, die 16-jährige Esther Imbert zu verführen. Diane wusste von der Beziehung, versuchte aber nicht, ihre Nebenbuhlerin aus der Gunst Heinrichs zu verdrängen. Sie sah das junge Mädchen wohl nicht als Bedrohung für ihre eigene Stellung an, obwohl Esther dem König sogar einen Sohn gebar. Als dieser im Jahr 1588 starb, teilte Heinrich dies Diane in einem Brief mit, was einige Historiker derart missverstanden, dass es sich bei dem Sohn um ein gemeinsames Kind Dianes und Heinrichs gehandelt habe. Die Liebesbeziehung der beiden und ihre damit einhergehende Korrespondenz dauerte weiter an, auch nachdem Heinrich von Navarra durch den Tod Heinrichs III. am 2. August 1589 nominell König von Frankreich geworden war und seit jenem Jahr erfolgreich um die Gunst Antoinette de Pons’, Comtesse von La Roche-Guyon und Marquise von Guercheville, warb.

### Die letzten Jahre
Diane d’Andouins verlor ihren Einfluss auf Heinrich IV. erst ab 1590, als sich dieser Hals über Kopf in die 20-jährige Gabrielle d’Estrées verliebte. Neben Diane war sie die einzige Frau in Heinrichs Leben, die es verstand, ihn längerfristig an sich zu binden.
Die verlassene Geliebte fügte sich in ihr Schicksal. Als sie die langjährige Zuneigung ihrer Freundin Catherine de Bourbon zu deren Cousin Charles de Bourbon, comte de Soissons dahingehend unterstützte, dass sie die beiden Liebenden ermunterte, ohne Zustimmung Heinrichs IV. zu heiraten, wurde ihr dies von vielen Geschichtsschreibern als späte Rache ausgelegt, denn der König hatte gänzlich andere Pläne für seine Schwester. Das Heiratsprojekt scheiterte, und Katharina wurde im Januar 1599 schließlich mit Heinrich II. von Lothringen vermählt. Zu diesem Anlass erhielt Diane einen der letzten an sie gerichteten Briefe Heinrichs, in dem er seine Enttäuschung zum Ausdruck brachte. Ein weiterer Brief vom 21. September 1597 zeugt jedoch davon, dass sich das Verhältnis des einstigen Liebespaars wieder gebessert hatte, denn Heinrich IV. bedankte sich darin bei Diane für erwiesene Dienste.
Die zuvor von vielen Zeitgenossen gerühmte Schönheit der Comtesse de Guiche verblühte im Alter zunehmend. Sie wurde rotgesichtig und korpulent, wenn nicht sogar fettleibig. Diane zog sich auf ihr Schloss in Hagetmau zurück und starb dort im Alter von etwa 65 Jahren.

### Hauptliteratur
- Jean-François Dreux du Radier: Mémoires historiques, critiques, et anecdotes des reines et régentes de France. Imprimerie des Frères Mame, Paris 1808, S. 305–322 (online).
- Jean de Jaurgain: Corisande d’Andoins, Comtesse de Guiche et Dame de Gramont. In: Revue Internationale des Études Basques. Nr. 1, 1907, ISSN 0212-7016, S. 105–140 (PDF; 156 kB).
- Jean de Jaurgain: Corisande d’Andoins, Comtesse de Guiche et Dame de Gramont. Appendices. In: Revue Internationale des Études Basques. Nr. 1, 1907, ISSN 0212-7016, S. 302–319 (PDF; 130 kB).
- Raymond Ritter: Corisande d’Andoins Comtesse de Guiche. Une dame de chevalerie. Albin Michel, Paris 1959.
- Ernest Alfred Vizetelly: The Favourites of Henry of Navarre. Chatto & Windus, London 1910, S. 88–115 (online).

### Weiterführende Literatur
- Jules Berger de Xivrey: Recueil des Lettres missives de Henri IV. 2 Bände. Imp. Royale, Paris 1843 (Band 1 online, Band 2 online).